# Saison 1 de Code Black
Chronologie
Saison 2
Cet article présente le guide des épisodes de la première saison de la série télévisée américaine Code Black.

## Généralités
- Aux États-Unis, la saison a été diffusée du 30 septembre 2015 au 24 février 2016 sur le réseau CBS.
- Au Canada, la saison a été diffusée en simultané sur le réseau CTV, dù aux différences de fuseau horaire dans les provinces de l'Atlantique, elle a été diffusée trois heures en avance sur les stations atlantiques de CTV, même avant la diffusion aux États-Unis.

## Distribution

### Acteurs principaux
- Marcia Gay Harden : Dr Leanne Rorish, urgentiste titulaire, chef des résidents en médecine d'urgence.
- Bonnie Somerville : Christa Lorenson, urgentiste résidente de 1re année.
- Raza Jaffrey : Dr Neal Hudson, urgentiste titulaire.
- Luis Guzmán : Jesse Sallander, chef des infirmiers et infirmières.
- Melanie Chandra (en) : Malaya Pineda, urgentiste résidente de 1re année.
- Harry Ford : Angus Leighton, urgentiste résident de 1re année.
- Ben Hollingsworth : Mario Savetti, urgentiste résident de 1re année.
- William Allen Young (en) : Dr Rollie Guthrie, urgentiste titulaire.

### Acteurs récurrents et invités
- Kevin Dunn : Dr Taylor, chef des urgences (jusque l'épisode 9)
- Angela Relucio : Risa Park, infirmière.
- Ellia English (en) : Isabel Mendez, infirmière.
- Gail O'Grady : Margaret O'Brien (épisode 3)
- Cress Williams : Cole Guthrie, assistant chirurgie (à partir de l'épisode 4)
- Gabrielle Carteris : Amy, infirmière (épisode 5)
- Shiri Appleby : Dr Carla Niven (épisodes 6, 8, 11 et 12)
- Jillian Murray : Heather Pinkney
- Christina Vidal : Gina Perello, chef des urgences (à partir de l'épisode 9)
- Boris Kodjoe : Dr Will Campbell (dès l'épisode 15)
- Annie Wersching : Katie (épisode 16)
- Meagan Good : Dr Grace Adams (dès l'épisode 16)
- Beau Bridges : Pete Delaney (épisode 16)
- Emily Bridges : Mia Delaney (épisode 16)
- Odell Beckham : lui-même (épisode 16)
- Cameron Boyce : Brody (épisode 17)

## Épisodes

### Épisode 1:La Vie entre nos mains
- États-Unis /  Canada : 30 septembre 2015 sur CBS[1] / CTV[2]
- Suisse : 18 août 2017 sur RTS Un
- Québec : 29 août 2017 sur Séries+[3]
- France : 11 janvier 2018 sur M6[4]
- Belgique : 2 février 2018 sur RTL-TVI[5].

- États-Unis : 8,58 millions de téléspectateurs[6] (première diffusion)
- Canada : 1,978 million de téléspectateurs[7] (première diffusion + différé 7 jours)
- France : 1,42 million de téléspectateurs[8] (première diffusion)

- Kevin Dunn (Dr Taylor)
- Emily Nelson (Hannah)
- Adina Porter (Susie)
- Suzanne Erickson (Ella)
- CJ Hoff (Caesar)
- Theo Breaux (Medic #1)
- Don Creech (Mr. Cleery)
- Jill Andre (Mrs. Cleery)
- Emily Alyn Lind (Ariel)
- Lindsey McKeon (Sienna)
- Mark Engelhardt (Rick)
- Veronica Diaz-Carranza (Angela)
- Aylam Orian (Basti's Father)
- Linn Bjornland (Basti's Mother)
- Mario Orozco (Utility Worker)
- Arriane Alexander (Aunt Linda)
- Ariana Molkara (Vanessa)
- Andres Perez-Molina (Medic #2)
- Kelli Dawn Hancock (Medic #3)
- Don Danielson (Medic #4)
- Morgan Gingerich (Basti #1)
- Frank Gingerich (Basti #2)
- Johnny Kostrey (Medic #5)
- Jackie Lynn (Vanessa's Mother)

### Épisode 2:Écoutez votre instinct
- États-Unis /  Canada : 7 octobre 2015 sur CBS / CTV
- Suisse : 19 août 2017 sur RTS Un
- Québec : 5 septembre 2017 sur Séries+
- France : 11 janvier 2018 sur M6
- Belgique : 2 février 2018 sur RTL-TVI

- États-Unis : 6,83 millions de téléspectateurs[9] (première diffusion)
- Canada : 1,647 million de téléspectateurs[10] (première diffusion + différé 7 jours)
- France : 1,11 million de téléspectateurs[8] (première diffusion)

- Kevin Dunn (Dr Taylor)
- Emily Nelson (Hannah)
- Angela Relucio (Risa Park)
- Ellia English (Isabel Mendez)
- Edwin Kho (Medic #1)
- Dana Davis (Laura)
- Regan Burns (Jake)
- TJ Linnard (Brian Wellborn)
- Rebecca Lowman (Becca)
- Devin Dileo (Tara)
- K Callan (Ruth)
- Marlene Forte (Lucia)
- JD Cullum (Edward Darius)
- Charles Carpenter (Stan)
- Landon Ashworth (Dane)
- Mikaela Rachal (Medic #2)
- Theo Breaux (Medic #3)

### Épisode 3:Morts sur la conscience
- États-Unis /  Canada : 14 octobre 2015 sur CBS / CTV
- Suisse : 25 août 2017 sur RTS Un
- Québec : 12 septembre 2017 sur Séries+
- France : 11 janvier 2018 sur M6
- Belgique : 9 février 2018 sur RTL-TVI

- États-Unis : 6,96 millions de téléspectateurs[11] (première diffusion)
- Canada : 1,531 million de téléspectateurs[12] (première diffusion + différé 7 jours)
- France : 966 000 téléspectateurs[8] (première diffusion)

- Kevin Dunn (Dr Taylor)
- JF Davis (Stanley)
- Aaron Christian Howles (Kevin O'Brien)
- Gail O'Grady (Margaret O'Brien)
- Matthew John Armstrong (Dylan Michael Ross)
- Ellia English (Isabel Mendez)
- Angela Relucio (Risa Park)
- Emily Nelson (Hannah)
- Amy Tolsky (Mrs. Curtis)
- Shanti Lowry (Tiffany)
- Dan Martin (Donald)
- Lonny Aufrie (Zoe Bower)
- Aris Mendoza (EMT)
- Grace Van Dien (Friend One)
- Megan Neutze (Friend Two)
- Kelly Michaels (Medic)
- Jelly Howie (Eva)
- Diego Rodriguez (TJ)
- Andres Perez-Molina (Medic #2)

Deux frères arrivent dans un état grave après un accident de voiture dû à l'alcool. Le plus jeune meurt à l'arrivée à l'hôpital, l'autre est dans un état inquiétant.
Mario et Angus commettent une erreur médicale en ouvrant un patient.

### Épisode 4:Les Fantômes du passé
- États-Unis /  Canada : 21 octobre 2015 sur CBS / CTV
- Suisse : 25 août 2017 sur RTS Un
- Québec : 19 septembre 2017 sur Séries+
- France : 18 janvier 2018 sur M6
- Belgique : 9 février 2018 sur RTL-TVI

- États-Unis : 7,13 millions de téléspectateurs [13] (première diffusion)
- Canada : 1,747 million de téléspectateurs[14] (première diffusion + différé 7 jours)
- France : 1,165 million de téléspectateurs[15] (première diffusion)

- Kevin Dunn (Dr Taylor)
- Angela Relucio (Risa Park)
- Ellia English (Isabel Mendez)
- Cress Williams (Cole Guthrie)
- José Zúñiga (Chef Holder)
- Glenn Morshower (Dennis)
- Sigrid Owen (Tina)
- Mikaela Rachal (Paramedic)
- Stacy Chbosky (Joan Wright)
- Angela Lewis (Shanni Platt)
- Ajiona Alexus (Keesha Platt)
- Doug Haley (Darrell Bridges)
- Tangie Ambrose (Kayla Phelps)
- Andres Perez-Molina (Medic #1)
- Theo Breaux (Medic #2)
- Rico E. Anderson (Cop)

### Épisode 5:En quarantaine
- États-Unis /  Canada : 28 octobre 2015 sur CBS / CTV
- Suisse : 1er septembre 2017 sur RTS Un
- Québec : 26 septembre 2017 sur Séries+
- France : 18 janvier 2018 sur M6
- Belgique : 16 février 2018 sur RTL-TVI

- États-Unis : 5,96 millions de téléspectateurs[16] (première diffusion)
- Canada : 1,789 million de téléspectateurs[17] (première diffusion + différé 7 jours)
- France : 946 000 téléspectateurs[15] (première diffusion)

- Kevin Dunn (Dr Taylor)
- Angela Relucio (Risa Park)
- Gabrielle Carteris (Amy)
- Wade Williams (Nick Gabler)
- Roma Chugani (Asra Hudson)
- Daniel Gerroll (Peter Hudson)
- H. Richard Greene (Lawrence Egan)
- Jaime Alvarez (Orderly)
- Audrey Moore (Emma)
- Theo Breaux (Medic #1)
- Drea Garcia (Medic #2)
- Joshua Keller Katz (Medic #3)
- A.J. Tanne (Vascular Doctor #1)

### Épisode 6:In extremis
- États-Unis /  Canada : 4 novembre 2015 sur CBS / CTV
- Suisse : 1er septembre 2017 sur RTS Un
- Québec : 3 octobre 2017 sur Séries+
- France : 18 janvier 2018 sur M6
- Belgique : 16 février 2018 sur RTL-TVI

- États-Unis : 6,44 millions de téléspectateurs[18] (première diffusion)
- Canada : 1,639 million de téléspectateurs[19] (première diffusion + différé 7 jours)
- France : 813 000 téléspectateurs[15] (première diffusion)

- Kevin Dunn (Dr Taylor)
- Angela Relucio (Risa Park)
- Ellia English (Isabel Mendez)
- Cress Williams (Cole Guthrie)
- Gabrielle Carteris (Amy)
- Shiri Appleby (Carla Niven)
- Luke Donaldson (Ethan Watney)
- Michael Trucco (Tom Moreno)
- Casey Printers (Scott)
- Melissa Bickerton (X Ray Tech)
- Benito Martinez (Steve Jasso)
- J. Mallory McCree (Jamal)
- Christopher Meyer (James)
- Steven Shaw (Henry)
- Joshua Keller Katz (EMT)
- Sal Lopez (Drunk Man)
- Rick Garcia (News Anchor)

### Épisode 7:Le Syndrome de l'imposteur
- États-Unis /  Canada : 11 novembre 2015 sur CBS / CTV
- Suisse : 8 septembre 2017 sur RTS Un
- Québec : 10 octobre 2017 sur Séries+
- France : 
  - 25 janvier 2018 sur 6play
  - 28 mars 2019 sur M6
- Belgique : 23 février 2018 sur RTL-TVI

- États-Unis : 6,9 millions de téléspectateurs[20] (première diffusion)
- Canada : 1,796 million de téléspectateurs[21] (première diffusion + différé 7 jours)

- Angela Relucio (Risa Park)
- Vanessa Martinez (Flora Saracho)
- Julian Zane (Pablo Saracho)
- Gabrielle Carteris (Amy)
- Christopher Cousins (John Harris)
- Nicole Steinwedell (Angela)
- Lilli Birdsell (Susan Harris)
- Skyler Day (Veronica Franco)
- Joshua Keller Katz (Paramedic 3)
- Cathryn de Prume (Nancy Smith)
- Andres Perez-Molina (Paramedic 4)
- Greg Collins (Sheriff)
- Stoney Westmoreland (Rick Biddenger)
- Aris Mendoza (Paramedic 2)
- June Squibb (Dorothy)
- Lucas Kwan Peterson (Father)
- Shelly Benedict (Nurse)
- Mark Atteberry (Anesthesiologist)
- Daniel Gonzalez (Hector)
- Pat Harvey (News Anchor)
- Tait Fletcher (Biker)
- Theo Breaux (Paramedic 1)
- Joseph Bayard (Stax)
- Christina Cannarella (RM)

### Épisode 8:Victoire sur la nuit
- États-Unis /  Canada : 18 novembre 2015 sur CBS / CTV
- Suisse : 8 septembre 2017 sur RTS Un
- Québec : 17 octobre 2017 sur Séries+
- France : 
  - 25 janvier 2018 sur 6play
  - 28 mars 2019 sur M6
- Belgique : 23 février 2018 sur RTL-TVI

- États-Unis : 6,59 millions de téléspectateurs[22] (première diffusion)
- Canada : 1,768 million de téléspectateurs[23] (première diffusion + différé 7 jours)

- Kevin Dunn (Dr Taylor)
- Angela Relucio (Risa Park)
- Ellia English (Isabel Mendez)
- Cress Williams (Cole Guthrie)
- Gabrielle Carteris (Amy)
- Shiri Appleby (Carla Niven)
- Zach Bostrom (Killian)
- Sara Paxton (Sophie)
- Stephen Chang (Medic 2)
- Lyn Alicia Henderson (Medic 1)
- Elaine Mani Lee (Phlebotomist)
- Linara Washington (Rebecca)
- Sayeed Shahidi (Randell)
- Stephen Spinella (Ted)
- Peter James Smith (Dermatologist)
- Carmella Riley (Kim)
- Ursula Burton (Nurse)
- Josh Kirby (Young Man)
- Deus Xavier Scott (Medic 3)
- Christina Cannarella (RM)

### Épisode 9:Mon fils, ce héros
- États-Unis /  Canada : 25 novembre 2015 sur CBS / CTV
- Suisse : 15 septembre 2017 sur RTS Un
- Québec : 24 octobre 2017 sur Séries+
- France : 
  - 25 janvier 2018 sur 6play
  - 4 avril 2019 sur M6
- Belgique : 2 mars 2018 sur RTL-TVI

- États-Unis : 7,45 millions de téléspectateurs[24] (première diffusion)
- Canada : 1,767 million de téléspectateurs[25] (première diffusion + différé 7 jours)

- Kevin Dunn (Dr Taylor)
- Angela Relucio (Risa Park)
- Ellia English (Isabel Mendez)
- Cress Williams (Cole Guthrie)
- Gabrielle Carteris (Amy)
- Christina Vidal (Gina Perello)
- Michael Reilly Burke (Frank Irvin)
- Jackson Pace (Pete Irvin)
- Alicia Coppola (Karen Irvin)
- Curt Mega (Aaron Jacobson)
- Alton Fitzgerald White (Lawrence)
- Shelley Robertson (Mali)
- Thomas Kopache (Edwin Parker)
- L.J. Benet (Jeremy Parker)
- Wes Ramsey (Matt)
- Lincoln A. Castellanos (Kurt)
- Joshua Keller Katz (Paramedic 1)
- Jim Titus (Paramedic 2)
- Aris Mendoza (Paramedic 3)
- Kimberly Whalen (Rachel)
- Greg Collins (Sheriff)
- Ann Marie Lee (Charge Nurse)
- Monnae Michaell (OR Nurse)
- Erin Spencer (Resident 2)
- Mark Atteberry (Anesthesiologist)
- Nompumelelo Sikakane (Lion King Cast Member 1)
- Mukelisiwe Goba (Lion King Cast Member 2)
- Yael Pineda-Hall (Lion King Cast Member 3)
- Joel Steingold (Police Officer 1)
- Jillian Murray (Heather Pinkney)
- Tiffany Denise Hobbs (Wendy (Lion King))
- Kyle R. Banks (Lion King Cast Member 5)
- Rob Parks (Nathan (Lion King))
- Sihle Ngema (Lion King Cast Member 7)
- Vusi Sondiyazi (Lion King Cast Member 8)
- Christina Cannarella (RM #1)

### Épisode 10:Le cœur a ses raisons
- États-Unis /  Canada : 2 décembre 2015 sur CBS / CTV
- Suisse : 15 septembre 2017 sur RTS Un
- Québec : 31 octobre 2017 sur Séries+
- France : 
  - 25 janvier 2018 sur 6play
  - 4 avril 2019 sur M6
- Belgique : 2 mars 2018 sur RTL-TVI

- États-Unis : 8,50 millions de téléspectateurs[26] (première diffusion)
- Canada : 1,914 million de téléspectateurs[27] (première diffusion + différé 7 jours)

- Emily Nelson (Hannah)
- Angela Relucio (Risa Park)
- Ellia English (Isabel Mendez)
- Cress Williams (Cole Guthrie)
- Gabrielle Carteris (Amy)
- Christina Vidal (Gina Perello)
- Ashanti Brown (Jody)
- B.J. Clinkscales (Deputy Sam Pace)
- Theo Breaux (Medic)
- Scott Michael Campbell (David)
- Cozi Zuehlsdorff (Aubrey)
- Jamie Luner (Candace)
- Jillian Murray (Heather Pinkney)
- Matthew Von Der Ahe (Eli)
- Erin Way (Debbie)
- Christina A Cannarella (Real Medical 1)

### Épisode 11:Une main au paradis
- États-Unis /  Canada : 9 décembre 2015 sur CBS / CTV
- Suisse : 22 septembre 2017 sur RTS Un
- Québec : 7 novembre 2017 sur Séries+
- France : 
  - 25 janvier 2018 sur 6play
  - 11 avril 2019 sur M6
- Belgique : 13 avril 2018 sur RTL-TVI

- États-Unis : 8,38 millions de téléspectateurs[28] (première diffusion)
- Canada : 1,809 million de téléspectateurs[29] (première diffusion + différé 7 jours)

- Angela Relucio (Risa Park)
- Shiri Appleby (Carla Niven)
- Gabrielle Carteris (Nurse Amy)
- Christina Vidal (Gina Perello)
- Jillian Murray (Heather Pinkney)
- Bruce Nozick (Jack Irons)
- Maggie Elizabeth Jones (Lily)
- Amy Stewart (Katherine)
- Chase Ellison (Elliot)
- Erica Gimpel (Alice)
- Gregory Marcel (Miles)
- Bodhi Elfman (Kenny)
- Gabriel Michael Bateman (Jason)
- Shinelle Azoroh (Jocelyn)
- Neil Hopkins (Gary)
- Ty Chen (Intern)
- Tracy Kay (Debra)
- A.J. Castro (Ambulance Driver)
- Cantrell Harris (Fire Rescue)
- Terrence Edwards (Medic 1)
- Amy Shelton-White (Medic 3)
- Emily Nelson (Hannah)
- Daniel Robaire (Radiology Tech)
- Christina A Cannarella (Real Medical 1)

### Épisode 12:Le Brouillard de la guerre
- États-Unis /  Canada : 13 janvier 2016 sur CBS[30] / CTV
- Suisse : 22 septembre 2017 sur RTS Un
- Québec : 14 novembre 2017 sur Séries+
- France : 25 janvier 2018 sur 6play
- Belgique : 13 avril 2018 sur RTL-TVI

- États-Unis : 6,6 millions de téléspectateurs[31] (première diffusion)
- Canada : 2,026 millions de téléspectateurs[32] (première diffusion + différé 7 jours)

- Angela Relucio (Risa Park)
- Shiri Appleby (Carla Niven)
- Gabrielle Carteris (Nurse Amy)
- Christina Vidal (Gina Perello)
- Jillian Murray (Heather Pinkney)
- Maggie Elizabeth Jones (Lily)
- Amy Stewart (Katherine)
- Chase Ellison (Elliot)
- Shinelle Azoroh (Jocelyn)
- Neil Hopkins (Gary)
- Ogy Durham (Diana)
- Jessica Leigh Gonzales (Medic)
- Matthew Jones (Cop)
- Lisa Kaminir (Lindsey Calhoon)
- Ericka Kreutz (OB Nurse)

### Épisode 13:Premier rencard
- États-Unis /  Canada : 20 janvier 2016 sur CBS / CTV
- Suisse : 29 septembre 2017 sur RTS Un
- Québec : 21 novembre 2017 sur Séries+
- France : 25 janvier 2018 sur 6play
- Belgique : 20 avril 2018 sur RTL-TVI

- États-Unis : 7,29 millions de téléspectateurs[33] (première diffusion)
- Canada : 1,839 million de téléspectateurs[34] (première diffusion + différé 7 jours)

- Angela Relucio (Risa Park)
- Ellia English (Isabel Mendez)
- Christina Vidal (Gina Perello)
- Jillian Murray (Heather Pinkney)
- Tommy Dewey (Mike Leighton)
- Sadie Stratton (Kelly Rockman)
- Kenneth Mitchell (Cory Rockman)
- Nikhil Pai (JJ Coyle)
- Zuleyka Silver (Kamilla)
- Mary Mouser (Tia Benton)
- Virginia Tucker (Elena Hunter)
- Tim Guinee (Adam Benton)
- Graham Hamilton (Henry Randall)
- Courtney Ford (Danielle Randall)
- Jesse Wang (Sang Han)
- Becky Wu (Fannie Lee)
- Michael B. Silver (Dr Paul Weatherly)
- Jim Titus (Medic 1)
- Aris Mendoza (Medic 2)
- Jesse Bradford (Gordon Heshman)
- Joshua Keller Katz (Medic 3)

### Épisode 14:Mange, prie, aime
- États-Unis /  Canada : 27 janvier 2016 sur CBS / CTV
- Suisse : 29 septembre 2017 sur RTS Un
- Québec : 28 novembre 2017 sur Séries+
- France : 25 janvier 2018 sur 6play
- Belgique : 20 avril 2018 sur RTL-TVI

- États-Unis : 7,47 millions de téléspectateurs[35] (première diffusion)
- Canada : 1,662 million de téléspectateurs[36] (première diffusion + différé 7 jours)

- Angela Relucio (Risa Park)
- Christina Vidal (Gina Perello)
- Jillian Murray (Heather Pinkney)
- Tommy Dewey (Mike Leighton)
- Jeff Hephner (Ed Harbert)
- Iris Almario (Detective Carmody)
- Terrence Edwards (Medic 1)
- Michael Goorjian (Emanuel)
- Hal Ozsan (Karo)
- Deniz Akdeniz (Manny)
- Ezekiel Bridges (Graham)
- Joe Piccuirro (Medic 2)
- Rebecca Field (Lori)
- Melia Renee (Holly)
- Steven Culp (Desmond)
- Jesse Bradford (Gordon Heshman)
- Will Rothhaar (Henry)
- Taylor Zakhar Perez (Ari)

### Épisode 15:Un secret dans la tombe
- États-Unis /  Canada : 3 février 2016 sur CBS / CTV
- Suisse : 6 octobre 2017 sur RTS Un
- Québec : 5 décembre 2017 sur Séries+
- France : 25 janvier 2018 sur 6play
- Belgique : 27 avril 2018 sur RTL-TVI

- États-Unis : 6,9 millions de téléspectateurs[37] (première diffusion)
- Canada : 1,447 million de téléspectateurs[38] (première diffusion + différé 7 jours)

- Angela Relucio (Risa Park)
- Gabrielle Carteris (Nurse Amy)
- Christina Vidal (Gina Perello)
- Jillian Murray (Heather Pinkney)
- Tommy Dewey (Mike Leighton)
- Jeff Hephner (Ed Harbert)
- Jesse Bradford (Gordon)
- Lamont Thompson (Stan Oberlin)
- Boris Kodjoe (Will Campbell)
- Tory N. Thompson (Orderly)

### Épisode 16:Je vous salue, Marie
- États-Unis /  Canada : 10 février 2016 sur CBS / CTV
- Suisse : 6 octobre 2017 sur RTS Un
- Québec : 12 décembre 2017 sur Séries+
- France : 25 janvier 2018 sur 6play
- Belgique : 27 avril 2018 sur RTL-TVI

- États-Unis : 7,11 millions de téléspectateurs[39] (première diffusion)
- Canada : 1,702 million de téléspectateurs[40] (première diffusion + différé 7 jours)

- Angela Relucio (Risa Park)
- Jillian Murray (Heather Pinkney)
- Tommy Dewey (Mike Leighton)
- Jeff Hephner (Ed Harbert)
- Boris Kodjoe (Will Campbell)
- Meagan Good (Grace Douglas)
- Haley Brooke Walker (Roseline)
- Kati Salowsky (Lizzie Barnett)
- Jesse Rath (James Barnett)
- Aris Mendoza (Medic)
- Beau Bridges (Pete Delaney)
- Emily Bridges (Mia Delaney)
- Annie Wersching (Katie)
- Odell C. Beckham Jr. (lui-même)
- Halbert Hernandez (Priest)

### Épisode 17:Faux-semblants
- États-Unis /  Canada : 17 février 2016 sur CBS / CTV
- Suisse : 13 octobre 2017 sur RTS Un
- Québec : 19 décembre 2017 sur Séries+
- France : 25 janvier 2018 sur 6play
- Belgique : 4 mai 2018 sur RTL-TVI

- États-Unis : 6,04 millions de téléspectateurs[41] (première diffusion)
- Canada : 1,555 million de téléspectateurs[42] (première diffusion + différé 7 jours)

- Boris Kodjoe (Will Campbell)
- Meagan Good (Grace Adams)
- Tommy Dewey (Mike Leighton)
- Jeff Hephner (Ed Harbert)
- Angela Relucio (Risa Park)
- Gabrielle Carteris (Amy Wolowitz)
- Emily Nelson (Hannah Reynolds)
- Jillian Murray (Heather Pinkney)
- Haley Brooke Walker (Roseline Beauvau)
- Myndy Crist (Susan Stein)
- Chris Gartin (Robert Stein)
- Elisha Henig (Luke Barton)
- Craig Welzbacher (Ben Barton)
- Sprague Grayden (Leslie Garcia)
- Dave Power (VF : Christophe Lemoine) (Craig James)
- Cameron Boyce (Brody)
- Dru Mouser (Sandy)
- Shannon McClung (Axe Man)
- Thai Douglas (Sheriff)
- Juan Monsalvez (Event Medic)
- Corey Mendell Parker (Officer Combs)
- Amy Shelton-White (Medic #1)
- Johnny Kostrey (Medic #2)
- Aris Mendoza (Medic #3)
- Theo Breaux (Medic #4)
- Monica Lawson (Pediatric Nurse)

### Épisode 18:Au bord du gouffre
- États-Unis /  Canada : 24 février 2016 sur CBS[43] / CTV
- Suisse : 13 octobre 2017 sur RTS Un
- Québec : 26 décembre 2017 sur Séries+
- France : 25 janvier 2018 sur 6play
- Belgique : 4 mai 2018 sur RTL-TVI

- États-Unis : 6,89 millions de téléspectateurs[44] (première diffusion)
- Canada : 1,582 million de téléspectateurs[45] (première diffusion + différé 7 jours)

- Boris Kodjoe (Will Campbell)
- Meagan Good (Grace Adams)
- Tommy Dewey (Mike Leighton)
- Jeff Hephner (Ed Harbert)
- Angela Relucio (Risa Park)
- Gabrielle Carteris (Amy Wolowitz)
- Emily Nelson (Hannah Reynolds)
- Ellia English (Isabel Mendez)
- Jillian Murray (Heather Pinkney)
- Kevin Dunn (Mark Taylor)
- Paula Newsome (Margaret Wesley)
- Robert Curtis Brown (Gouverneur Stringer)
- Kate McNeil (Anne Stringer)
- Alex McKenna (Caroline Stringer)

## Audiences
| N° d'épisode | Titre original          | Titre français             | Chaîne | Date de diffusion originale | Audience (en millions de téléspectateurs) | Pdm sur les 18-49 ans |
| ------------ | ----------------------- | -------------------------- | ------ | --------------------------- | ----------------------------------------- | --------------------- |
| 1            | Pilot                   | La Vie entre nos mains     | CBS    | 30 septembre 2015           | 8,58 millions                             | 1,5                   |
| 2            | We Plug Holes           | Écoutez votre instinct     | CBS    | 7 octobre 2015              | 6,83 millions                             | 1,2                   |
| 3            | Pre-Existing Conditions | Morts sur la conscience    | CBS    | 14 octobre 2015             | 6,96 millions                             | 1,2                   |
| 4            | Sometime's It's A Zebra | Les Fantômes du passé      | CBS    | 21 octobre 2015             | 7,13 millions                             | 1,2                   |
| 5            | Doctors With Borders    | En quarantaine             | CBS    | 28 octobre 2015             | 5,96 millions                             | 1,1                   |
| 6            | In Extremis             | In Extremis                | CBS    | 4 novembre 2015             | 6,44 millions                             | 1,2                   |
| 7            | Buen Arbol              | Le syndrome de l'imposteur | CBS    | 11 novembre 2015            | 6,90 millions                             | 1,2                   |
| 8            | You Are The Heart       | Victoire sur la nuit       | CBS    | 18 novembre 2015            | 6,59 millions                             | 1,2                   |
| 9            | The Son Rises           | Mon fils, ce héros         | CBS    | 25 novembre 2015            | 7,45 millions                             | 1,3                   |
| 10           | Cardiac Support         | Le Cœur à ses raisons      | CBS    | 2 décembre 2015             | 8,50 millions                             | 1,5                   |
| 11           | Black Tag               | Une main au paradis        | CBS    | 9 décembre 2015             | 8,38 millions                             | 1,4                   |
| 12           | The Fog of War          | Le brouillard de la guerre | CBS    | 13 janvier 2015             | 6,60 millions                             | 1,2                   |
| 13           | First Date              | Premier rencard            | CBS    | 20 janvier 2016             | 7,29 millions                             | 1,4                   |
| 14           | The Fifth Stage         | Mange, prie, aime          | CBS    | 27 janvier 2016             | 7,47 millions                             | 1,3                   |
| 15           | Diagnosis of Exclusion  | Un secret dans la tombe    | CBS    | 3 février 2016              | 6,90 millions                             | 1,2                   |
| 16           | Hail Mary               | Je vous salue, Marie       | CBS    | 10 février 2016             | 7,11 millions                             | 1,3                   |
| 17           | Love Hurts              | Faux-semblants             | CBS    | 17 février 2016             | 6,04 millions                             | 1,0                   |
| 18           | Blood Sport             | Au bord du gouffre         | CBS    | 24 février 2016             | 6,89 millions                             | 1,2                   |